# Bataille de Youssoufiya
Guerre d'Irak
La bataille de Youssoufiya a lieu lors de la guerre d'Irak. 

## Déroulement
Le soir du 2 avril 2014, la base militaire de Youssifiyah, située à environ 20 kilomètres au sud de Bagdad, est attaquée par les djihadistes salafistes de l'État islamique en Irak et au Levant. L'affrontement dure plusieurs heures. 
Selon le communiqué du ministère de l'intérieur irakien, plus de 40 insurgés sont tués lors du combat, ainsi qu'un officier de l'armée irakienne. Les militaires récupèrent également comme matériel deux mitrailleuses lourdes et cinq lanceurs de grenades,.
Une semaine plus tard, le 8 avril les djihadistes tentent une seconde attaque mais ils tombent dans une embuscade de l'armée irakienne. Selon le général Saad Maan, porte-parole du ministère de l'Intérieur, 25 hommes de l'État islamique en Irak et au Levant sont tués lors de l'affrontement, les pertes éventuelles des forces gouvernementales ne sont en revanche pas évoquées.